# Phlyctenanthus australis
Phlyctenanthus australis är en havsanemonart som beskrevs av Oscar Henrik Carlgren 1949. Phlyctenanthus australis ingår i släktet Phlyctenanthus och familjen Actiniidae. Inga underarter finns listade i Catalogue of Life.